# Nell Rankin
Nell Rankin (* 3. Januar 1926 in Montgomery, Alabama; † 13. Januar 2005 in New York City) war eine US-amerikanische Opernsängerin (Mezzosopran).

## Leben
Rankin hatte eine exzellente Mezzosopranstimme. Sie hat mehr als 10 Jahre an der Metropolitan Opera in New York City gesungen. An der Mailänder Scala hatte sie ebenfalls lange Zeit viele Engagements.
1950 gewann Rankin als erste Amerikanerin den 1. Preis beim Concours international d’exécution musicale in Genf.
Rankin ist am 13. Januar 2005 an einer seltenen Knochenmarkserkrankung gestorben und hinterlässt ihren Ehemann Hugh Davidson.